# Список альбомов № 1 в США в 1983 году (Billboard)

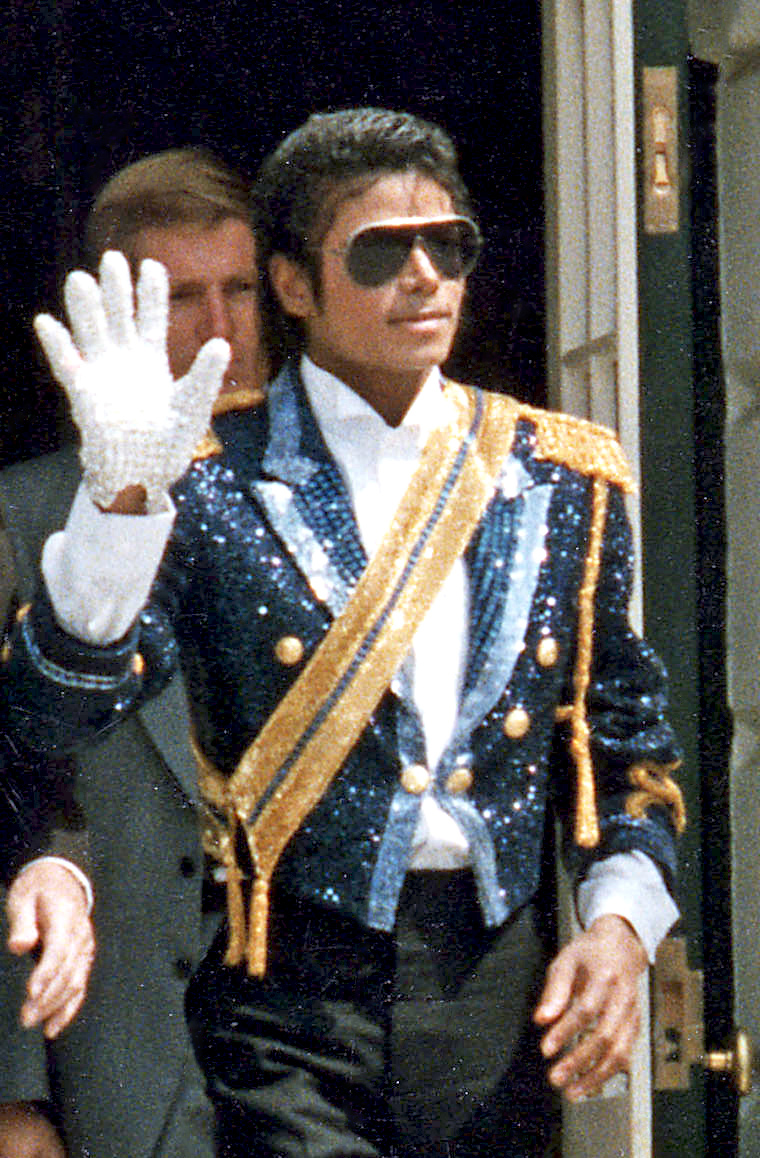
Главной сенсацией года стал альбом Майкла Джексона Thriller, ставший в итоге самым продаваемым альбом всех времён.

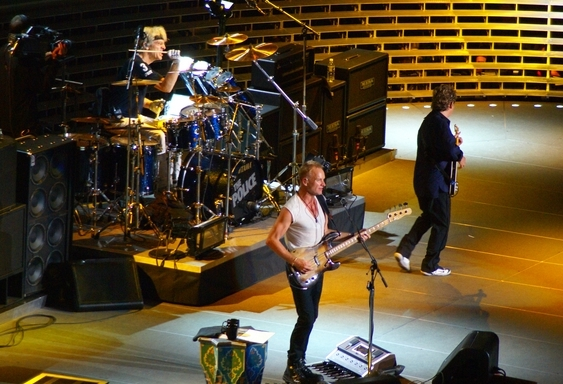
Одним из лучших альбомов года признан диск английской группы Police.

Список альбомов № 1 в США в 1983 году (#1 1983 Billboard 200) включает альбомы, возглавлявшие главный хит-парад Северной Америки каждую из 52 недель 1983 года по данным старейшего музыкального журнала США Billboard.

## История
Всего 6 альбомов возглавляли чарт США в 1983 году, включая дебютный альбом австралийской группы Men at Work, Business as Usual, который лидировал в чарте последние 7 недель 1982 года и 8 первых недель 1983 года.
- Thriller, шестой студийный альбом Майкла Джексона, был выпущен в ноябре 1982 года и пробыл 22 недели на № 1 в 1983 году и ещё 15 недель на № 1 в 1984 году. В итоге он стал самым продаваемым альбом всех времён[8][9][10][11]. 7 песен с него входили в Top 10 в 1982—1984[12]. Два из них: «Billie Jean» и «Beat It», возглавляли сингловый чарт Billboard Hot 100[13][14]. Альбом Thriller выиграл 7 музыкальных наград Grammy Awards, включая Премию «Грэмми» за лучший альбом года на 26-й церемонии 28 февраля 1984 года[15], и стал бестселлером 1983 года с тиражом более чем в 15 млн.копий[16]. Кроме того, Thriller лидировал в два захода по 17 недель в каждом: с 26 февраля 1983 по 18 июня 1983 и с 24 декабря 1983 по 14 апреля 1984 года (и ещё дважды в 1983 году был на вершине по две и одной недели, в сумме всего 37 недель)[17].
- Газета The New York Times рассматривала британскую группу The Police наиболее влиятельной рок-группой года. Она выпустила свой 5-й и последний студийный альбом, Synchronicity, который пробыл на № 1 17 недель и был четырежды сертифицирован в платиновом статусе RIAA в 1984 году.[7]

## Список 1983 года
| Дата        | Альбом № 1 недели | Исполнитель   | Ссылка |
| ----------- | ----------------- | ------------- | ------ |
| 1 января    | Business as Usual | Men at Work   | [ 18 ] |
| 8 января    | Business as Usual | Men at Work   | [ 19 ] |
| 15 января   | Business as Usual | Men at Work   | [ 20 ] |
| 22 января   | Business as Usual | Men at Work   | [ 21 ] |
| 29 января   | Business as Usual | Men at Work   | [ 22 ] |
| 5 февраля   | Business as Usual | Men at Work   | [ 23 ] |
| 12 февраля  | Business as Usual | Men at Work   | [ 24 ] |
| 19 февраля  | Business as Usual | Men at Work   | [ 25 ] |
| 26 февраля  | Thriller          | Майкл Джексон | [ 26 ] |
| 5 марта     | Thriller          | Майкл Джексон | [ 27 ] |
| 12 марта    | Thriller          | Майкл Джексон | [ 28 ] |
| 19 марта    | Thriller          | Майкл Джексон | [ 29 ] |
| 26 марта    | Thriller          | Майкл Джексон | [ 30 ] |
| 2 апреля    | Thriller          | Майкл Джексон | [ 31 ] |
| 9 апреля    | Thriller          | Майкл Джексон | [ 32 ] |
| 16 апреля   | Thriller          | Майкл Джексон | [ 33 ] |
| 23 апреля   | Thriller          | Майкл Джексон | [ 34 ] |
| 30 апреля   | Thriller          | Майкл Джексон | [ 35 ] |
| 7 мая       | Thriller          | Майкл Джексон | [ 36 ] |
| 14 мая      | Thriller          | Майкл Джексон | [ 37 ] |
| 21 мая      | Thriller          | Майкл Джексон | [ 38 ] |
| 28 мая      | Thriller          | Майкл Джексон | [ 39 ] |
| 4 июня      | Thriller          | Майкл Джексон | [ 40 ] |
| 11 июня     | Thriller          | Майкл Джексон | [ 41 ] |
| 18 июня     | Thriller          | Майкл Джексон | [ 42 ] |
| 25 июня     | Flashdance        | Саундтрек     | [ 43 ] |
| 2 июля      | Flashdance        | Саундтрек     | [ 44 ] |
| 9 июля      | Thriller          | Майкл Джексон | [ 45 ] |
| 16 июля     | Thriller          | Майкл Джексон | [ 46 ] |
| 23 июля     | Synchronicity     | The Police    | [ 47 ] |
| 30 июля     | Synchronicity     | The Police    | [ 48 ] |
| 6 августа   | Synchronicity     | The Police    | [ 49 ] |
| 13 августа  | Synchronicity     | The Police    | [ 50 ] |
| 20 августа  | Synchronicity     | The Police    | [ 51 ] |
| 27 августа  | Synchronicity     | The Police    | [ 52 ] |
| 3 сентября  | Synchronicity     | The Police    | [ 53 ] |
| 10 сентября | Thriller          | Майкл Джексон | [ 54 ] |
| 17 сентября | Synchronicity     | The Police    | [ 55 ] |
| 24 сентября | Synchronicity     | The Police    | [ 56 ] |
| 1 октября   | Synchronicity     | The Police    | [ 57 ] |
| 8 октября   | Synchronicity     | The Police    | [ 58 ] |
| 15 октября  | Synchronicity     | The Police    | [ 59 ] |
| 22 октября  | Synchronicity     | The Police    | [ 60 ] |
| 29 октября  | Synchronicity     | The Police    | [ 61 ] |
| 5 ноября    | Synchronicity     | The Police    | [ 62 ] |
| 12 ноября   | Synchronicity     | The Police    | [ 63 ] |
| 19 ноября   | Synchronicity     | The Police    | [ 64 ] |
| 26 ноября   | Metal Health      | Quiet Riot    | [ 65 ] |
| 3 декабря   | Can't Slow Down   | Лайонел Ричи  | [ 66 ] |
| 10 декабря  | Can't Slow Down   | Лайонел Ричи  | [ 67 ] |
| 17 декабря  | Can't Slow Down   | Лайонел Ричи  | [ 68 ] |
| 24 декабря  | Thriller          | Майкл Джексон | [ 69 ] |
| 31 декабря  | Thriller          | Майкл Джексон | [ 70 ] |